# 刘光鼎
刘光鼎（1929年12月29日—2018年8月7日），中国地球物理学家。

## 生平
1929年出生于北京。籍贯山东蓬莱。1952年毕业于北京大学物理系。1980年当选为中国科学院学部委员(院士)。1993年当选为第三世界科学院院士。 中国科学院地球物理研究所研究员。曾任中国科学院地球物理研究所所长，《地球物理学报》主编，中国地球物理学会理事长，中国海洋学会名誉理事长。